# Anechowkur Forest, Piriyapatna
Anechowkur Forest là một làng thuộc tehsil Piriyapatna, huyện Mysore, bang Karnataka, Ấn Độ.